# Heilgeiststraße 66 (Stralsund)

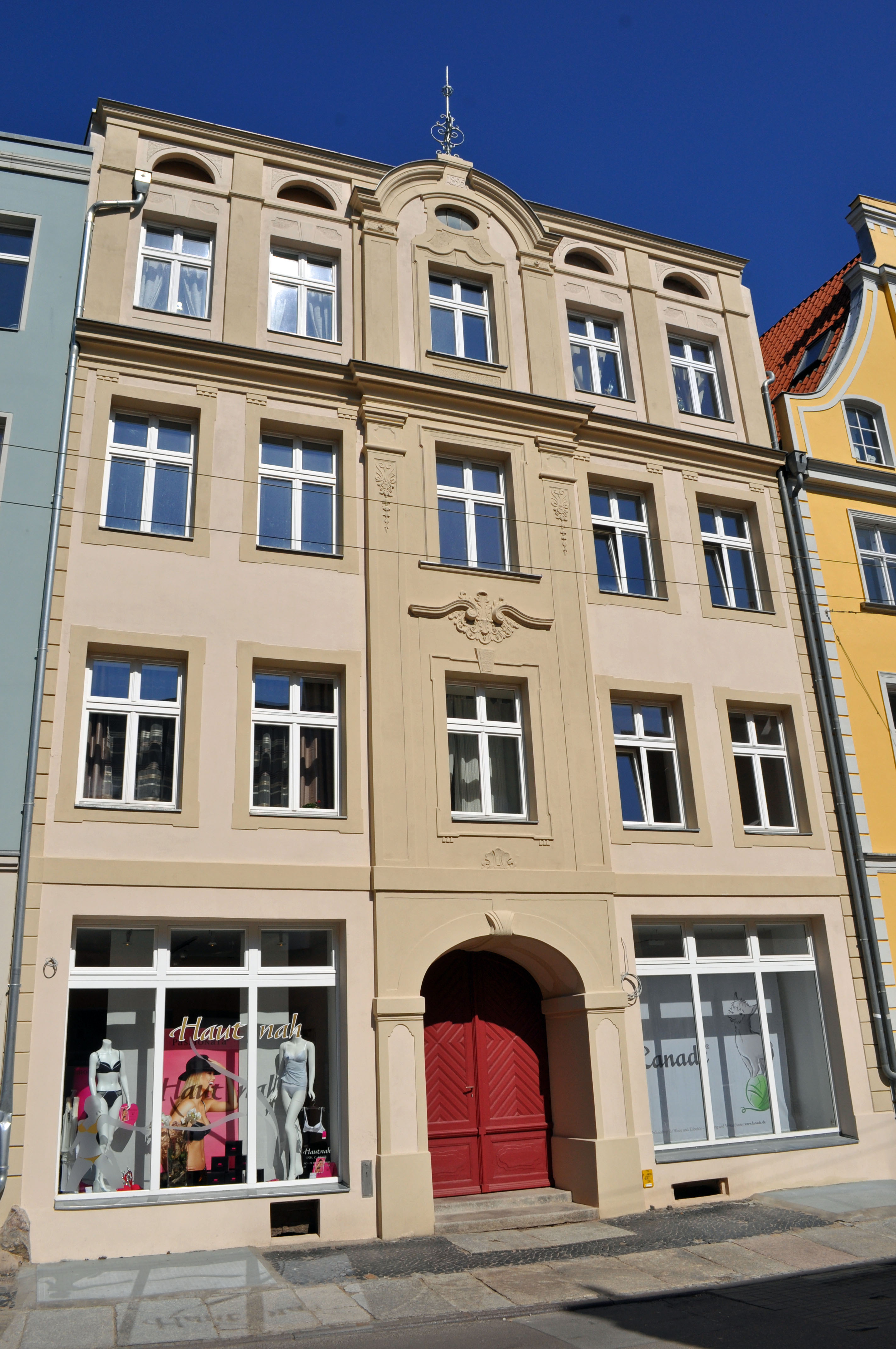
Das Haus Heilgeiststraße 66 in Stralsund (2012)

Das Gebäude mit der postalischen Adresse Heilgeiststraße 66 ist ein denkmalgeschütztes Bauwerk in der Heilgeiststraße in Stralsund.
Der viergeschossige und fünfachsige Putzbau erhielt seine heutige Fassade mit Stilelementen des Barock bei einem Umbau im Jahr 1895.
Die mittlere Achse ist leicht vorgezogen und beherbergt das korbbogige Portal mit zweiflügeliger Haustür. Sie wird im ersten und zweiten Obergeschoss von Kolossalpilastern flankiert und im dritten Obergeschoss durch Pilaster mit Rundbogen.
Das Haus liegt im Kerngebiet des von der UNESCO als Weltkulturerbe anerkannten Stadtgebietes des Kulturgutes „Historische Altstädte Stralsund und Wismar“. In die Liste der Baudenkmale in Stralsund ist es mit der Nr. 337 eingetragen.